# Apterisme

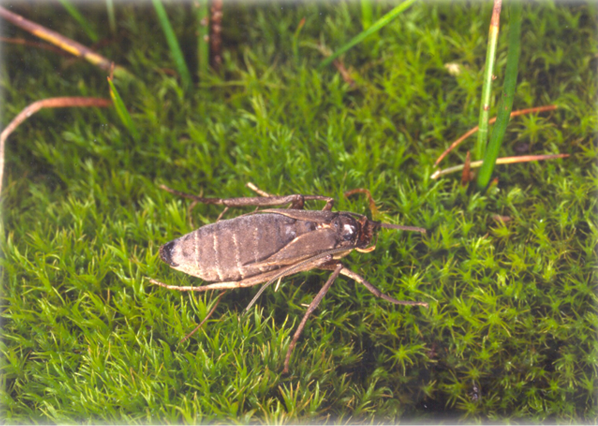
L'arna adulta Pringleophaga marioni, un insecte àpter

L'apterisme, en sentit estricte, és el tret propi d'animals mancats d'ales. En zoologia, el terme àpter s'usa habitualment per a designar els insectes sense ales, com per exemple els pugons àpters, els weta o els mantofasmatodeus. D'entre les aus, el kiwi és un ocell àpter, mentre que d'altres ocells com el dodo o l'estruç són relativament àpters car tenen ales atrofiades, i no serveixen per volar.
Generalment el terme apterisme és usat per a descriure individus d'espècies en què les ales són ubiques (p. ex.: En algunes mosques del gènere Drosophila l'absència d'ales és el resultat d'una mutació genètica). El terme apterisme també s'usa en individus d'espècies en què la presència d'ales és pròpia d'aquell estadi metabòlic (p. ex.: les formigues obreres són àpteres, mentre que els individus reproductors presenten ales). També hi ha casos de dimorfisme sexual, en què un dels sexes d'una mateixa espècie és àpter mentre que l'altre sexe no. Per exemple en els pugons hi ha generacions de femelles àpteres. Hi ha espècies en què tots els individus no tenen ales, com els membres de l'espècie Apteromantis aptera.